# Горна-Хубавка
Горна-Хубавка (болг. Горна Хубавка) — село в Болгарии. Находится в Тырговиштской области, входит в общину Омуртаг. Население составляет 373 человека (2022).

## Политическая ситуация
В местном кметстве Горна-Хубавка, в состав которого входит Горна-Хубавка, должность кмета (старосты) исполняет Ахмед  Шефкедов Еюбов (Движение за права и свободы (ДПС)) по результатам выборов.
Кмет (мэр) общины Омуртаг — Неждет Джевдет Шабан Движение за права и свободы (ДПС)) по результатам выборов.